# Kellie Waymire
Kellie Waymire (* 27. Juli 1967 in Columbus, Ohio; † 13. November 2003 in Los Angeles, Kalifornien) war eine US-amerikanische Schauspielerin. Bekannt wurde sie durch ihre wiederkehrende Rolle als Crewman Elizabeth Cutler in der ersten Staffel der Science-Fiction-Serie Star Trek: Enterprise.

## Leben
Waymire besuchte in Columbus die Southern Methodist University (in der sie mit dem Greer Garson Award ausgezeichnet wurde), machte dort ihren Abschluss als Bachelor of Fine Arts und verdiente sich 1993 ihren Master in Fine Arts an der University of California, San Diego.
Neben ihrer Rolle in Star Trek: Enterprise trat sie auch in der Serie Wolf Lake (2001) und The Pitts (2003) auf und hatte Gastrollen in den Serien Star Trek: Raumschiff Voyager, Six Feet Under – Gestorben wird immer, CSI: Den Tätern auf der Spur, New York Cops – NYPD Blue, Wonderfalls, Seinfeld, Akte X – Die unheimlichen Fälle des FBI, Friends, Everwood und vielen mehr. Sie spielte außerdem die Jane im Film Leben und lieben in L.A..
Sie verstarb unerwartet im Alter von 36 Jahren an einem Herzstillstand infolge von Herzrhythmusstörungen in Los Angeles, Kalifornien.

## Filmografie
- 1994: Liebe, Lüge, Leidenschaft (One Life to Live, Fernsehserie)
- 1997: Die Jagd nach dem Baby (When the Cradle Falls, Fernsehfilm)
- 1997: Seinfeld (Fernsehserie, eine Folge)
- 1997: Immer wieder Fitz (Cracker, Fernsehserie, eine Folge)
- 1998: Ein ganz normaler Heiliger (Nothing Sacred, Fernsehserie, eine Folge)
- 1998: Ally McBeal (Fernsehserie, eine Folge)
- 1998: Practice – Die Anwälte (The Practice, Fernsehserie, eine Folge)
- 1998: Maggie (Fernsehserie, eine Folge)
- 1998: Leben und lieben in L.A. (Playing by Heart)
- 1998: Dig a Hole, Find a Finger
- 1998: Ein ganz normaler Heiliger (Nothing Sacred, Fernsehserie)
- 1999: Buddy Boy
- 1999: Männer ohne Nerven (Stark Raving Mad, Fernsehserie, eine Folge)
- 1999: Snoops – Charmant und brandgefährlich (Snoops, Fernsehserie, eine Folge)
- 2000: Cover Me: Based on the True Life of an FBI Family (Fernsehserie, eine Folge)
- 2000: Then Came You (Fernsehserie, eine Folge)
- 2000: Star Trek: Raumschiff Voyager (Star Trek: Voyager, Fernsehserie, eine Folge)
- 2000: M.Y.O.B. (Fernsehserie, eine Folge)
- 2000: Strong Medicine: Zwei Ärztinnen wie Feuer und Eis (Strong Medicine, Fernsehserie, eine Folge)
- 2000: Sunset Strip
- 2000: Popular (Fernsehserie, eine Folge)
- 2000: Freedom (Fernsehserie, eine Folge)
- 2000: Auf der Flucht – Die Jagd geht weiter (The Fugitive, Fernsehserie, eine Folge)
- 2000: Screenland Drive
- 2001: Akte X – Die unheimlichen Fälle des FBI (The X-Files, Fernsehserie, eine Folge)
- 2001: Für alle Fälle Amy (Judging Amy, Fernsehserie, eine Folge)
- 2001: Kate Brasher (Fernsehserie, eine Folge)
- 2001: CSI: Den Tätern auf der Spur  (CSI: Crime Scene Investigation, Fernsehserie, eine Folge)
- 2001: Yes, Dear (Fernsehserie, eine Folge)
- 2001: Maniacts
- 2001–2002: Wolf Lake (Fernsehserie, fünf Folgen)
- 2001–2002: Enterprise (Fernsehserie, drei Folgen)
- 2002: Six Feet Under – Gestorben wird immer (Six Feet Under, Fernsehserie, sechs Folgen)
- 2003: The Vest (Kurzfilm)
- 2003: The Pitts (Fernsehserie, sieben Folgen)
- 2003: New York Cops – NYPD Blue (NYPD Blue, Fernsehserie, eine Folge)
- 2003: Friends (Fernsehserie, eine Folge)
- 2003: Something More (Kurzfilm)
- 2004: Everwood (Fernsehserie, eine Folge)
- 2004: Wonderfalls (Fernsehserie, eine Folge)